# Leichtathletik-Weltmeisterschaften 1999/4 × 100 m der Männer
Die 4-mal-100-Meter-Staffel der Männer bei den Leichtathletik-Weltmeisterschaften 1999 wurde am 28. und 29. August 1999 im Olympiastadion der spanischen Stadt Sevilla ausgetragen.
Weltmeister wurden die Vereinigten Staaten in der Besetzung Jon Drummond, Tim Montgomery, Brian Lewis und Maurice Greene.

Den zweiten Platz belegte Großbritannien mit Jason Gardener, Darren Campbell, Marlon Devonish (Finale) und Dwain Chambers sowie dem im Vorlauf außerdem eingesetzten Allyn Condon.

Bronze ging an Brasilien (Raphael de Oliveira, Claudinei da Silva, Édson Ribeiro, André da Silva).
Auch der nur im Vorlauf eingesetzte britische Läufer erhielt eine Silbermedaille. Der Europarekord stand dagegen nur den tatsächlich laufenden Athleten zu.

## Bestehende Rekorde
| Weltrekord | 37,40 s | USA (Carl Lewis, Dennis Mitchell, Leroy Burrell, Michael Marsh)    | OS in Barcelona, Spanien          | 8. August 1992  |
| Weltrekord | 37,40 s | USA (Jon Drummond, Andre Cason, Dennis Mitchell und Leroy Burrell) | WM 1993 in Stuttgart, Deutschland | 21. August 1993 |
| WM-Rekord  | 37,40 s | USA (Jon Drummond, Andre Cason, Dennis Mitchell und Leroy Burrell) | WM 1993 in Stuttgart, Deutschland | 21. August 1993 |

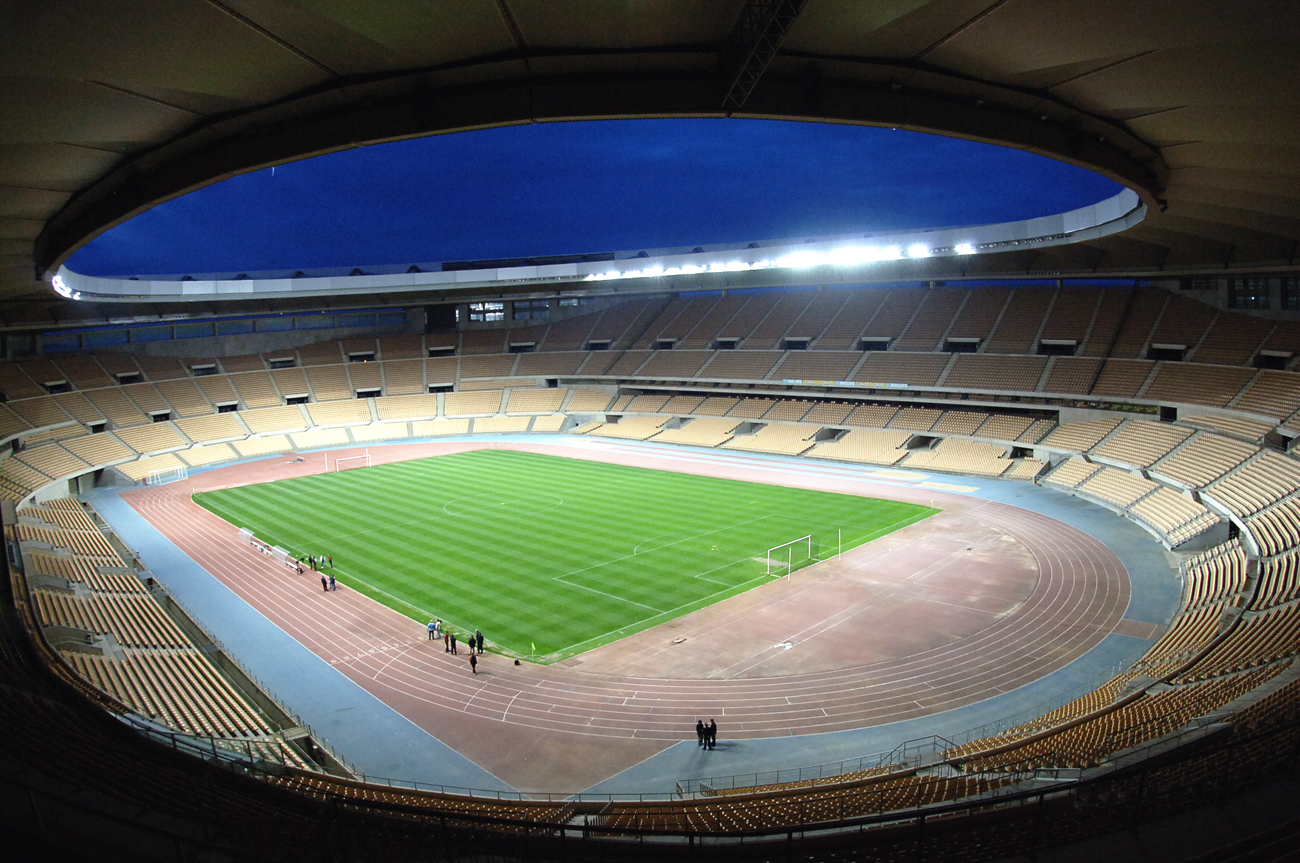
Das Olympiastadion von Sevilla im Jahr 2011

Der bestehende WM-Rekord wurde bei diesen Weltmeisterschaften nicht eingestellt und nicht verbessert.
- Es gab zwei Weltjahresbestleistungen:
  - 38,06 s – USA (Jon Drummond, Tim Montgomery, Brian Lewis, Maurice Greene), 1. Vorlauf, 28. August
  - 37,59 s – USA (Jon Drummond, Tim Montgomery, Brian Lewis, Maurice Greene), Finale, 29. August
- Zwei Staffeln stellten Kontinentalrekorde auf:
  - Europarekord in 37,73 s – Großbritannien (Jason Gardener, Darren Campbell, Marlon Devonish, Dwain Chambers), Finale, 29. August
  - Südamerikarekord in 38,05 s – Brasilien (Raphael de Oliveira, Claudinei da Silva, Édson Ribeiro, André da Silva), Finale, 29. August
- Drei Staffeln stellten vier Nationalrekorde auf:
  - 38,81 s – Israel (Rafel Jaar, Gidon Jablonka, Tommy Kafri, Alexandr Porchomowski), 2. Vorlauf, 28. August
  - 39,25 s – Kamerun (Jean-Francis Ngapout, Serge Bengono II, Joseph Batangdon, Claude Toukene), 2. Vorlauf, 28. August
  - 39,76 s – Südafrika (Morne Nagel, Marcus La Grange, Lee-Roy Newton, Mathew Quinn), 3. Vorlauf, 28. August
  - 39,75 s – Südafrika (Morne Nagel, Marcus La Grange, Lee-Roy Newton, Mathew Quinn), Finale, 29. August

## Doping
An der ursprünglich erlaufenen Bronzemedaille der nigerianischen Staffel war der auch über 100 Meter disqualifizierte Innocent Asonze beteiligt. Er hatte im Juni 1999 einen Dopingtest versäumt. Daraufhin wurden ihm seine Resultate von diesen Weltmeisterschaften aberkannt und das Team aus Nigeria verlor die Medaille.
Benachteiligt waren in erster Linie zwei Mannschaften:
- Brasilien – Das Team erhielt seine Bronzemedaille erst mit Verspätung und konnte nicht an der Siegerehrung teilnehmen.
- Israel – Die Staffel hätte über die Zeitregel am Finale teilnehmen können.

## Vorrunde
Die Vorrunde wurde in drei Läufen durchgeführt. Die ersten beiden Staffeln pro Lauf – hellblau unterlegt – sowie die darüber hinaus zwei zeitschnellsten Teams – hellgrün unterlegt – qualifizierten sich für das Finale.

### Vorlauf 1
28. August 1999, 22:45 Uhr
| Platz | Staffel    | Besetzung                                                                    | Zeit (s)                      |
| ----- | ---------- | ---------------------------------------------------------------------------- | ----------------------------- |
| 1     | USA        | Jon Drummond Tim Montgomery Brian Lewis Maurice Greene                       | 38,06 WL                      |
| 2     | Polen      | Marcin Krzywański Marcin Urbaś Piotr Balcerzak Marcin Nowak                  | 38,75                         |
| 3     | Italien    | Luca Verdecchia Massimiliano Donati Maurizio Checcucci Andrea Colombo        | 38,98                         |
| 4     | Thailand   | Kongdech Natenee Vissanu Sophanich Reanchai Srihawong Sittichai Suwonprateep | 39,55                         |
| 5     | Liberia    | Kouty Mawenh Sayon Cooper Paul Sehzue Andrew Reyes                           | 40,89                         |
| DNF   | Frankreich | Thierry Lubin Frédéric Krantz Vincent Caure Aimé Nthépé                      |                               |
| DSQ   | Ghana      | Christian Nsiah Eric Nkansah Albert Agyeman Leonard Myles-Mills              | IAAF Rule 170.7 Wechselfehler |
| DSQ   | Kanada     | Donovan Bailey Glenroy Gilbert Trevino Betty Bruny Surin                     | IAAF Rule 170.7 Wechselfehler |

### Vorlauf 2
28. August 1999, 23:01 Uhr
| Platz | Staffel        | Besetzung                                                                | Zeit (s)                                        |
| ----- | -------------- | ------------------------------------------------------------------------ | ----------------------------------------------- |
| 1     | Großbritannien | Jason Gardener Darren Campbell Allyn Condon (Vorlauf) Dwain Chambers     | 38,31                                           |
| 2     | Kuba           | Alfredo García-Baró Iván García Luis Alberto Pérez-Rionda Yoel Hernández | 38,61                                           |
| 3     | Israel         | Rafel Jaar Gidon Jablonka Tommy Kafri Alexandr Porchomowski              | 38,81 NR eigentlich für das Finale qualifiziert |
| 4     | Deutschland    | Marc Blume Christian Schacht Holger Blume Michael Huke                   | 38,84                                           |
| 5     | Kamerun        | Jean-Francis Ngapout Serge Bengono II Joseph Batangdon Claude Toukene    | 39,25 NR                                        |
| DSQ   | Australien     | Darryl Wohlsen Paul Di Bella Dean Capobianco Matthew Shirvington         | IAAF Rule 170.7 Wechselfehler                   |
| DSQ   | Spanien        | Diego Santos José Illan Francisco Javier Navarro Carlos Berlang          | IAAF Rule 170.7 Wechselfehler                   |

### Vorlauf 3
28. August 1999, 23:10 Uhr
| Platz | Staffel      | Besetzung                                                                            | Zeit (s)                       |
| ----- | ------------ | ------------------------------------------------------------------------------------ | ------------------------------ |
| 1     | Brasilien    | Raphael de Oliveira Claudinei da Silva Édson Ribeiro André da Silva                  | 38,46                          |
| 2     | Ungarn       | Viktor Kovács Gábor Dobos Roland Németh Miklos Gyulai (Vorlauf)                      | 38,71                          |
| 3     | Südafrika    | Morne Nagel Marcus La Grange Lee-Roy Newton Mathew Quinn                             | 38,76 NR                       |
| DSQ   | Russland     | Alexander Smirnow Sergei Slukin Denis Nikolajew Andrei Fedoriw                       | IAAF Rule 170.7 Wechselfehler  |
| DSQ   | Griechenland | Georgios Theodoridis Alexios Alexopoulos Georgios Panagiotopoulos Hristóforos Hoídis | IAAF Rule 163.3 Bahnübertreten |
| DOP   | Nigeria      | Sunday Emmanuel (Vorlauf) Francis Obikwelu Daniel Effiong Deji Aliu                  | für das Finale zugelassen      |
| DNS   | Namibia      | Elton Garus-Oab Benedictus Botha Christie van Wyk Frank Fredericks                   |                                |

## Finale
29. August 1999, 19:50 Uhr
| Platz | Staffel        | Besetzung                                                                                                | Zeit (s) |
| ----- | -------------- | --- | -------- |
| 1     | USA            | Jon Drummond Tim Montgomery Brian Lewis Maurice Greene                                                   | 37,59 WL |
| 2     | Großbritannien | Jason Gardener Darren Campbell Marlon Devonish (Finale) Dwain Chambers im Vorlauf außerdem: Allyn Condon | 37,73 ER |
| 3     | Brasilien      | Raphael de Oliveira Claudinei da Silva Édson Ribeiro André da Silva                                      | 38,05 SR |
| 4     | Kuba           | Alfredo García-Baró Iván García Luis Alberto Pérez-Rionda Yoel Hernández                                 | 38,63    |
| 5     | Polen          | Marcin Krzywański Marcin Urbaś Piotr Balcerzak Marcin Nowak                                              | 38,70    |
| 6     | Südafrika      | Morne Nagel Marcus La Grange Lee-Roy Newton Mathew Quinn                                                 | 38,74 NR |
| 7     | Ungarn         | Viktor Kovács Gábor Dobos Roland Németh Zsolt Szeglet (Finale) im Vorlauf außerdem: Miklos Gyulai        | 38,83    |
| DOP   | Nigeria        | Innocent Asonze (Finale) Francis Obikwelu Daniel Effiong Deji Aliu im Vorlauf außerdem: Sunday Emmanuel  |          |

## Video
- Men's 4x100m Relay World Athletics Champs Seville 1999 auf youtube.com, abgerufen am 16. Juli 2020